# Stefan Dörflinger
Stefan Dörflinger (nació el 23 de diciembre, de 1948 en Nagold, Alemania) es un antiguo corredor de motocicletas que disputó el Campeonato del Mundo de Velocidad. Ganó cuatro títulos mundiales consecutivos. En 1982 y 1983, ganó los títulos de Campeón del Mundo en 50 cc. En 1984, la FIM incrementó la cilindrada de la categoría mínima a 80 cc y Dörflinger fue el primer Campeón del Mundo de esta categoría. En 1985 defendió satisfactoriamente el título y lo volvió a ganar. Corrió el campeonato del mundo durante 18 temporadas.

## Biografía
Nacido en Alemania emigró a Suiza en la década de los 50. Inició su carrera en 1970, y obtuvo sus primeros primeros puntos en el Mundial de velocidad en el Gran Premio de las Naciones de 1973, terminando la carrera de 50cc en el décimo puesto con una Kreidler. Con la misma moto, fue tercero en el Gran Premio de Yugoslavia, con lo que acabó la temporada en el undécimo puesto.
Dörflinger continuó corriendo en 50cc y 125cc hasta 1978, cuando se convierte en piloto oficial de Van Veen. Su primera victoria fue en el GP de Bélgica de 1980, año en el que acabó subcampeón de 50 detrás de Eugenio Lazzarini. En 1982 obtuvo su primer título de 50, cetro que repitió la temporada siguiente sobre una Krauser.
En 1984 Dörflinger firma con Zündapp para la nueva categoría de 80cc. Con la victoria en el GP de Austria, el de Alemania, el de Yugoslavia y el de Bélgica obtiene su tercer campeonato por delante de su compañero de escudería Hubert Abold y Pier Paolo Bianchi. Fallida la Zündapp a finales del 84, vuelta con la Krauser donde consigue su cuarto título mundial consecutivo.
En 1986 continuó con Krauser 80, terminando en el tercer puesto por detrás de Jorge Martínez Aspar y Manuel Herreros. La siguiente temporada  acaba cuarto en1987, tercer en 1988 y subcampeón 1989. Dörflinger se retiró de la competición en 1990 a los cuarenta años.
Con la victoria del 1985, a los 36 años, Dörflinger ostenta el título de piloto más veterano en adjudicarse un título mundial y con la última victoria en España de 1988, a los 39 años, también es el piloto más veterano en ganar un Gran Premio en la historia del Mundial.

## Resultados en el Campeonato del Mundo
Sistema de puntuación desde 1969 hasta 1987:
| Posición | 1.º | 2.º | 3.º | 4.º | 5.º | 6.º | 7.º | 8.º | 9.º | 10.º |
| Puntos   | 15  | 12  | 10  | 8   | 6   | 5   | 4   | 3   | 2   | 1    |

Sistema de puntuación desde 1988 hasta 1991:
| Posición | 1.º | 2.º | 3.º | 4.º | 5.º | 6.º | 7.º | 8.º | 9.º | 10.º | 11.º | 12.º | 13.º | 14.º | 15.º |
| Puntos   | 20  | 17  | 15  | 13  | 11  | 10  | 9   | 8   | 7   | 6    | 5    | 4    | 3    | 2    | 1    |

### Carreras por año
(Carreras en negrita indica pole position, carreras en cursiva indica vuelta rápida)
| Año  | Clase | Equipo      | 1       | 2       | 3       | 4       | 5       | 6       | 7       | 8       | 9       | 10      | 11      | 12      | 13      | 14      | Pts. | Pos. |
| ---- | ----- | ----------- | ------- | ------- | ------- | ------- | ------- | ------- | ------- | ------- | ------- | ------- | ------- | ------- | ------- | ------- | ---- | ---- |
| 1973 | 50cc  | Kreidler    |         |         | ALE 12  | NAC 10  |         | YUG 3   | NED -   | BEL 11  |         | SUE Ret |         | ESP -   |         |         | 11   | 11.º |
| 1974 | 50cc  | Kreidler    | FRA 7   | GER DNS |         | NAC Ret |         | NED 5   | BEL 9   | SUE 9   | FIN 5   | CHE Ret | YUG 3   | ESP 6   |         |         | 25   | 9.º  |
| 1974 | 250cc | Yamaha      |         | ALE -   |         | NAC -   | TTD -   | NED -   | BEL Ret | SUE 18  | FIN 24  | CHE Ret | YUG -   | ESP -   |         |         | 0    | -    |
| 1975 | 50cc  | Kreidler    |         | ESP 3   |         | ALE 6   | NAC 3   |         | NED Ret | BEL 11  | SUE -   | FIN Ret |         | YUG 5   |         |         | 31   | 6.º  |
| 1976 | 50cc  | Kreidler    | FRA 3   |         | NAC 5   | YUG 4   |         | NED 14  | BEL 10  | SUE Ret | FIN Ret |         | ALE -   | ESP -   |         |         | 25   | 8.º  |
| 1976 | 125cc | Morbidelli  |         | AUT -   | NAC Ret | YUG 4   |         | NED 5   | BEL 7   | SUE DNS | FIN 6   |         | ALE -   | ESP -   |         |         | 23   | 9.º  |
| 1977 | 50cc  | Kreidler    |         |         | ALE Ret | NAC 7   | ESP 5   |         | YUG Ret | NED 5   | BEL Ret | SUE 4   |         |         |         |         | 24   | 6.º  |
| 1977 | 125cc | Morbidelli  | VEN -   | AUT 5   | ALE Ret | NAC 9   | ESP Ret | FRA Ret | YUG Ret | NED 6   | BEL 7   | SUE 7   | FIN 5   |         | GBR 6   |         | 32   | 9.º  |
| 1978 | 50cc  | Kreidler    |         | ESP Ret |         |         | NAC 5   | NED -   | BEL 3   |         |         |         | ALE 4   | CHE Ret | YUG Ret |         | 24   | 6.º  |
| 1978 | 125cc | Morbidelli  | VEN -   | ESP 14  | AUT 13  | FRA 12  | NAC 9   | NED -   | BEL Ret | SUE 12  | FIN 5   | GBR 6   | ALE 7   |         | YUG 12  |         | 17   | 13.º |
| 1979 | 50cc  | Kreidler    |         |         | ALE Ret | NAC Ret | ESP 5   | YUG Ret | NED Ret | BEL DNS |         |         |         |         | FRA 2   |         | 18   | 10.º |
| 1979 | 125cc | Morbidelli  | VEN -   | AUT -   | ALE Ret | NAC Ret | ESP 8   | YUG 3   | NED 6   | BEL DNS | SUE Ret | FIN 4   | GBR 4   | CHE Ret | FRA 10  |         | 35   | 10.º |
| 1980 | 50cc  | Kreidler    | NAC 5   | ESP 2   |         | YUG 2   | NED 2   | BEL 1   |         |         |         | ALE 1   |         |         |         |         | 72   | 2.º  |
| 1980 | 125cc | Morbidelli  | NAC 17  | ESP 9   | FRA 13  | YUG 5   | NED Ret | BEL Ret | FIN 7   | GBR Ret | CHE 10  | ALE 18  |         |         |         |         | 13   | 12.º |
| 1981 | 50cc  | Kreidler    |         |         | ALE 1   | NAC 2   |         | ESP 2   | YUG 2   | NED Ret | BEL -   | RSM -   |         |         |         | CHE Ret | 51   | 3.º  |
| 1981 | 125cc | MBA         | ARG -   | AUT -   | ALE 2   | NAC 6   | FRA 11  | ESP 7   | YUG 5   | NED -   |         | RSM -   | GBR -   | FIN Ret | SUE -   |         | 27   | 11.º |
| 1982 | 50cc  | Kreidler    |         |         |         | ESP 1   | NAC 1   | NED 1   |         | YUG 2   |         |         |         |         | SNR 2   | GER 2   | 81   | 1.º  |
| 1982 | 125cc | Krauser-MBA | ARG -   | AUT Ret | FRA -   | ESP Ret | NAC Ret | NED Ret | BEL Ret | YUG 8   | GBR 11  | SUE -   | FIN Ret | CHE Ret |         |         | 3    | 23.º |
| 1983 | 50cc  | Krauser     |         | FRA 1   | NAC 11  | ALE 1   | ESP 2   |         | YUG 1   | NED 2   |         |         |         | RSM 2   |         |         | 81   | 1.º  |
| 1983 | 125cc | MBA         |         | FRA 13  | NAC Ret | ALE 12  | ESP Ret | AUT -   | YUG 8   | NED 11  | BEL 11  | GBR -   | SUE -   | SMR -   |         |         | 3    | 23.º |
| 1984 | 80cc  | Zündapp     |         | NAC 2   | ESP 7   | AUT 1   | ALE 1   |         | YUG 1   | NED Ret | BEL 1   |         |         | RSM 5   |         |         | 82   | 1.º  |
| 1985 | 80cc  | Krauser     |         | ESP 2   | ALE 1   | NAC 3   |         | YUG 1   | NED 2   |         | FRA 2   |         |         | RSM 3   |         |         | 86   | 1.º  |
| 1986 | 80cc  | Krauser     | ESP 9   | NAC 1   | ALE 2   | AUT 5   | YUG 2   | NED 5   |         |         | GBR 2   |         | RSM 6   | BWU 2   |         |         | 82   | 3.º  |
| 1987 | 80cc  | Krauser     |         | ESP Ret | ALE 3   | NAC 3   | AUT Ret | YUG 2   | NED 3   |         | GBR -   |         | CHE 1   | RSM 2   | POR 5   |         | 75   | 4.º  |
| 1988 | 80cc  | Krauser     |         |         | ESP 1   | EXP 4   | NAC 2   | ALE Ret |         | NED Ret |         | YUG 6   |         |         |         | CHE 2   | 77   | 3.º  |
| 1988 | 125cc | Honda       |         |         | ESP 14  |         | NAC Ret | ALE Ret | AUT Ret | NED Ret | BEL -   | YUG DNQ | FRA Ret | GBR Ret | SUE 17  | CHE Ret | 2    | 37.º |
| 1989 | 80cc  | Krauser     |         |         |         | ESP 2   | NAC 5   | ALE 5   |         | YUG 3   | NED 3   |         |         |         |         | CHE 5   | 80   | 2.º  |
| 1989 | 125cc | Aprilia     | JAP Ret | AUS Ret |         | ESP Ret | NAC Ret | ALE 16  | AUT Ret |         | NED Ret | BEL Ret | FRA DNQ | GBR Ret | SUE DNQ | CHE DNQ | 0    | -    |
| 1990 | 125cc | Aprilia     | JAP 23  | ESP Ret | NAC DNQ | ALE Ret | AUT 27  | YUG DNQ | NED DNQ | BEL Ret | FRA DNQ | GBR DNQ | SUE DNQ | CZE Ret | HUN Ret | AUS -   | 0    | -    |

| Precedido por | Campeón Mundial de 80cc | Sucedido por        |
| ------------- | ----------------------- | ------------------- |
| Nadie         | 1984 - 1985             | Jorge Martínez 1986 |

| Precedido por      | Campeón Mundial de 50cc | Sucedido por |
| ------------------ | ----------------------- | ------------ |
| Ricardo Tormo 1981 | 1982 - 1983             | Nadie        |